# Phygadeuon coloradensis
Phygadeuon coloradensis är en stekelart som först beskrevs av William Harris Ashmead 1890.  Phygadeuon coloradensis ingår i släktet Phygadeuon och familjen brokparasitsteklar. Inga underarter finns listade i Catalogue of Life.